# Brachyorrhos albus
Brachyorrhos albus es una especie de serpiente de la familia Homalopsidae.

## Distribución geográfica yhábitat
Es endémica de Ceram, Ambon y pequeñas islas adyacentes (Indonesia).